# 토템

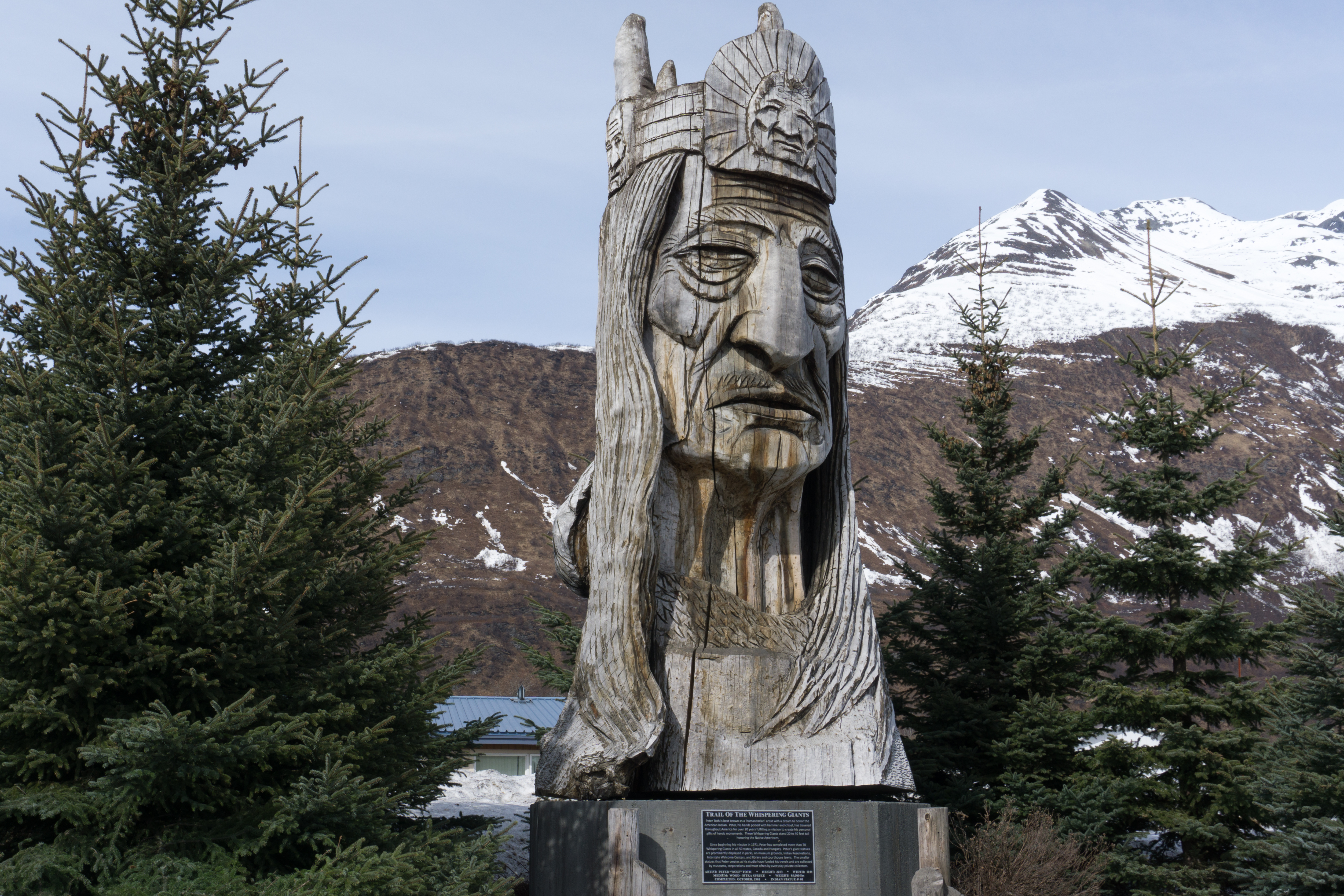

토템(영어: totem)은 특정 집단이나 인물에게 종교적으로 연결시킬 수 있었던 야생 동물이나 식물 등의 상징을 의미한다.

## 예시

### 고대 중국
고대 중국의 은나라 왕조는 청동기의 생산과 가공이 한창이였으며, 유적에서는 동물을 본뜬 것이 대량으로 출토되었다.

## 토템 미술
비스마르크 군도의 아드미랄티와 뉴아일랜드 및 뉴브리튼의 세 개의 섬에서는 종교와 의식에 결부된 조각이 있는데 그 중에서도 토템적 미술이 가장 발달해 있다. 토테미즘은 사회구조와 종교의식의 양면에서 추구하지 않으면 이해할 수가 없다. 부계(父系) 혹은 모계 씨족이 사회적·경제적·정치적으로 단결되어 있을 때에 그 단결을 견고히 하기 위하여 씨족의 선조인 토템동물을 씨족의 명칭 혹은 문장(紋章)으로 삼았다. 한 토템동물을 심벌로 해서 단결한 씨족들은 일년의 어떤 일정한 시기에 성지(聖地)에서 토템동물과 씨족의 신을 맞이하여 유계에 들어간 씨족의 선조들까지도 참가하는 씨족의식을 거행한다. 그 의식은 씨족원·선조·토템·동물·자연·천연자원을 신비롭게 결합한 세계관에 입각하여 행하여지고 신비적인 결합을 구상적으로 표시하기 위하여 조각을 만들었다. 뉴아일랜드 섬에는 토템 폴이 있다.
뉴아일랜드의 토템동물에는 새가 많아 그것을 조각하고 있다. 우리라고 불리는 다채로운 선조상의 목조도 만들어졌는데 이것은 남자의 상이지만 유방이 붙여져 있다. 사자(死者)의 기념제사는 매년 5월 말부터 7월 초순에 걸쳐 개최되는데 그 제사에 관련된 춤, 가면, 조각은 모두 마란간이라 불렀으며 그 예술적인 특징은 '마란간 양식'이라 불린다. 또한 그 제사 때에는 우리의 상을 위시하여 케봉이라고 하는 개별적인 사자(死者)를 표상한 가면 등이 만들어졌다.
그 제사를 마치면 씨족의 선조를 본뜬 우리의 상은 정중하게 특별히 마련된 가옥에 보존되었으나 기타 다른 상이나 가면은 모두 부수어 버리거나 불태워 버렸다.

## 같이 보기
- 화표
- 장승
- 모에화
- 탐가
- 쇼나족